# Wardapet
Wardapet (armenisch Վարդապետ) ist ein gehobener klerikaler Titel in der armenisch-apostolischen Kirche und bedeutet auf Deutsch „Meister“, „Lehrer“ oder „Lehrmeister“. Die Bezeichnung wird auf Mesrop und Katholikos Sahak zurückgeführt. Ein Wardapet ist ein mit einem eigenen Ritus geweihter Priestermönch, der nach anspruchsvollen theologischen Studien bestimmte Aufgaben in der Kirche übernehmen kann: Predigt, Lehre in einer Diözese, Diözesanverwaltung, er kann teilnehmen an der bischöflichen Jurisdiktion durch Delegation. Es gibt vierzehn Abstufungen. Heute ist Wardapet auch ein Ehrentitel.